# خوسيه ألجيريا
خوسيه ألجيريا (بالإسبانية: José Alegría)‏ هو لاعب كرة قدم بيروفي في مركز الوسط، ولد في 5 أكتوبر 1980 في ليما في بيرو.

## وصلات خارجية
- خوسيه ألجيريا على موقع الدوري الأمريكي (الإنجليزية)
- خوسيه ألجيريا على موقع قاعدة بيانات كرة القدم.إي يو (الإنجليزية)
- خوسيه ألجيريا على موقع عالم كرة القدم.نت (الإنجليزية)